# Baie Tcikitinaw
La baie Tcikitinaw est un plan d'eau douce situé dans la partie Nord du réservoir Gouin, dans le territoire de la ville de La Tuque, dans la région administrative de la Mauricie, dans la province de Québec, au Canada.
Cette baie s’étend entièrement dans le canton de Toussaint.
Les activités récréotouristiques constituent la principale activité économique du secteur à cause de sa position stratégique qui est juste au Nord du détroit qui délimite la partie Ouest du réservoir Gouin. La foresterie arrive en second sur les rives autour. La navigation de plaisance est particulièrement populaire sur ce plan d’eau, notamment pour la pêche sportive.
Le bassin versant du baie Tcikitinaw est desservi du côté Nord par quelques routes forestières secondaires qui ont été aménagées pour la coupe forestière et qui s’avancent près des rives. Ces routes forestières se relient vers le Nord à la route forestière R2046 desservant la rive Nord du réservoir Gouin.
La surface du baie Tcikitinaw est habituellement gelée de la mi-novembre à la fin avril, toutefois la circulation sécuritaire sur la glace se fait généralement du début décembre à la fin de mars. À la suite de l’aménagement du barrage Gouin, complétée en 1948, la forme actuelle de la baie Tcikitinaw a été façonnée par le rehaussement des eaux du réservoir Gouin. La gestion des eaux au barrage Gouin peut entrainer des variations significatives du niveau de l’eau particulièrement en fin de l’hiver où l’eau est abaissée. Le niveau d’eau de cette baie s’équilibre avec celui du réservoir Gouin.

## Géographie
Avant la fin de la construction du barrage La Loutre en 1916, créant ainsi le réservoir Gouin, la baie Tcikitinaw avait une dimension plus restreinte. Après le deuxième rehaussement des eaux du réservoir Gouin en 1948 dû à l’aménagement du barrage Gouin, la baie Tcikitinaw épousa sa forme actuelle.
Les principaux bassins versants voisins du baie Tcikitinaw sont :
- côté nord : lac Larouche, lac Kamemenatikoskak, ruisseau de la Rencontre, rivière Pascagama ;
- côté est : lac Kamitcikamak, lac Toussaint (réservoir Gouin), baie Kanatakompeak, lac Marmette (réservoir Gouin) ;
- côté sud : baie Kanatakompeak, lac Toussaint (réservoir Gouin), baie Eskwaskwakamak, lac Kawawiekamak, lac McSweeney ;
- côté ouest : baie Aiapew, lac du Mâle (réservoir Gouin), ruisseau de la Rencontre, ruisseau Plamondon (réservoir Gouin), rivière Berthelot (rivière Mégiscane).

D’une longueur de 8,1 km et de forme étroite, le baie Tcikitinaw s’étire vers le Nord en parallèle à :
- la baie Kanatakompeak située du côté Est et laquelle est interconnectée au côté Sud à la baie Tcikitinaw ;
- s’étire vers le Nord en parallèle à la baie Aiapew qui est située à l’ouest.

Une île (longueur : 4,8 km) plutôt difforme délimite la partie Sud de cette baie et la partie Nord-Est de la baie Aiapew. Lorsque s’abaisse le niveau des eaux du réservoir Gouin, cette île devient une presqu’île rattachée à la rive Nord du réservoir Gouin. Cette île est liée à une chaine d’îles s’étirant vers le Nord séparant cette baie en deux.
Un sommet de montagne (altitude : 589 m est situé au Nord-Est à 1,1 km de la baie. Quelques autres sommets de montagnes dominent le panorama du côté Nord, soit en direction du « lac de la Rencontre ».
L’embouchure du baie Tcikitinaw est localisée au Sud-Est, soit à :
- 2,0 km au Nord de la passe qui sépare la partie Ouest du réservoir Gouin (via la baie Aiapew avec la partie Est du réservoir ;
- 4,7 km à l’Ouest du centre du village de Obedjiwan lequel est situé sur une presqu’île de la rive Nord du réservoir Gouin ;
- 75,3 km au Nord-Ouest du barrage Gouin ;
- 124,1 km a Nord-Ouest du centre du village de Wemotaci (rive Nord de la rivière Saint-Maurice) ;
- 215 km au Nord-Ouest du centre-ville de La Tuque ;
- 318 km au Nord-Ouest de l’embouchure de la rivière Saint-Maurice (confluence avec le fleuve Saint-Laurent à Trois-Rivières)[2].

À partir de l’embouchure de la baie Tcikitinaw, le courant coule sur 87,5 km jusqu’au barrage Gouin, selon les segments suivants :
- 5,6 km vers le Sud-Est en traversant la Passe Kaopisaskwak et la baie Kanatakompeak jusqu’à la pointe Sud du village d’Obedjiwan, située sur une presqu'île de la rive Nord du réservoir Gouin, qui s’avance dans le lac Toussaint (réservoir Gouin) ;
- 81,9 km vers l’Est, en traversant notamment le lac Marmette (réservoir Gouin), puis vers le Sud-Est en traversant notamment le lac Brochu (réservoir Gouin), puis vers l’Est en traversant la baie Kikendatch, jusqu’au barrage Gouin.

À partir de ce barrage, le courant emprunte la rivière Saint-Maurice jusqu’à Trois-Rivières où il se déverse sur la rive Nord du fleuve Saint-Laurent.

## Toponymie
Le terme « Tcikitinaw » est d’origine autochtone.
Le toponyme "Baie Tcikitinaw " a été officialisé le 3 septembre 1981 par la Commission de toponymie du Québec, soit à la création de cette commission.